# Ligne de Breteuil-Embranchement à Breteuil-Ville
La ligne de Breteuil-Embranchement à Breteuil-Ville est une ligne de chemin de fer française du département de l'Oise, à écartement standard et à voie unique qui relie la gare de Breteuil-Embranchement, sur la ligne de Paris-Nord à Lille, à Breteuil-Ville, chef-lieu de canton du département de l'Oise. 
Ouverte le 15 juillet 1875, elle ferme au trafic des voyageurs le 15 mai 1939. Ne subsiste depuis qu'un faible trafic de marchandises.
Elle constitue la ligne no 319 000 du réseau ferré national.

## Histoire
Lors de son ouverture en 1846, la ligne de Paris-Nord à Lille ignore la petite ville de Breteuil, chef-lieu de canton du nord du département de l'Oise, qui n'est desservie que par une gare située à près de sept kilomètres. Les édiles de la commune réclament alors la création d'une jonction vers la grande ligne permettant de desservir directement leur cité. Celle-ci leur est finalement accordée avec la concession à la Compagnie des chemins de fer du Nord par le conseil général du département de l'Oise d'une antenne, sous la forme d'une voie ferrée d'intérêt local le 28 mars 1870, reliant la station de Breteuil, sur la grande ligne du Nord, à Breteuil-Ville. La ligne est déclarée d'utilité publique, à titre d'intérêt local, par un décret le 6 juin 1872. La ligne est concédée par l'État, sous réserve de son intégration au réseau d'intérêt général, à la Compagnie des chemins de fer du Nord selon les termes d'une convention signée entre le ministre des Travaux publics et la compagnie le 5 juin 1883. Cette convention est approuvée par une loi le 20 novembre suivant qui reclasse la ligne dans le réseau d'intérêt général,.
Vu son caractère, la ligne est exploitée en navette, avec consigne spéciale ne permettant d'engager qu'un seul train à la fois sur la voie unique. Au début du XXe siècle, une dizaine de mouvements quotidiens offrent une correspondance à Breteuil-Embranchement avec les grands trains de la ligne du Nord y marquant l'arrêt. Ils sont en général tractés par une locomotive légère de type 120T série 2.900. Toutefois, avant la Première Guerre mondiale, des automotrices à vapeur sont expérimentées sur la ligne, telles qu'une motrice Purrey VV-1, des rames Turgan VV-2 et 3, puis, en 1908, une rame Buffaud & Robatel VV-4 à dix, surnommée « Poule » par les tractionnaires du réseau, la motrice avec compartiment fourgon étant encadrée par deux voitures à essieux.
Durant la Première Guerre mondiale, le service est drastiquement réduit, avec un unique convoi mixte quotidien. En 1916, au vu de la proximité du front de la Somme, les autorités établissent un vaste faisceau de garage militaire en gare de Breteuil-Embranchement, ce qui vaut à la ligne d'être bombardée le 23 août 1918 lors de la dernière offensive alliée.
Durant l'entre-deux-guerres, sept trains ouverts aux voyageurs des trois classes relient les deux terminus en onze ou douze minutes. Mais avec les mesures de coordination, le service des voyageurs est transféré sur route durant le printemps 1939. Le 6 octobre 1940, un train mixte est remis en service les jours ouvrables. Mais ce dernier est rapidement suspendu, et dès 1941, seuls des autocars assurent la relation. Depuis, l'antenne reste ouverte au service des marchandises, sous forme d'une navette tractée par un locotracteur diesel.
En 2020, les équipements de l'ensemble des passages à niveaux de la ligne ont été déposés.

## Caractéristiques

### Tracé

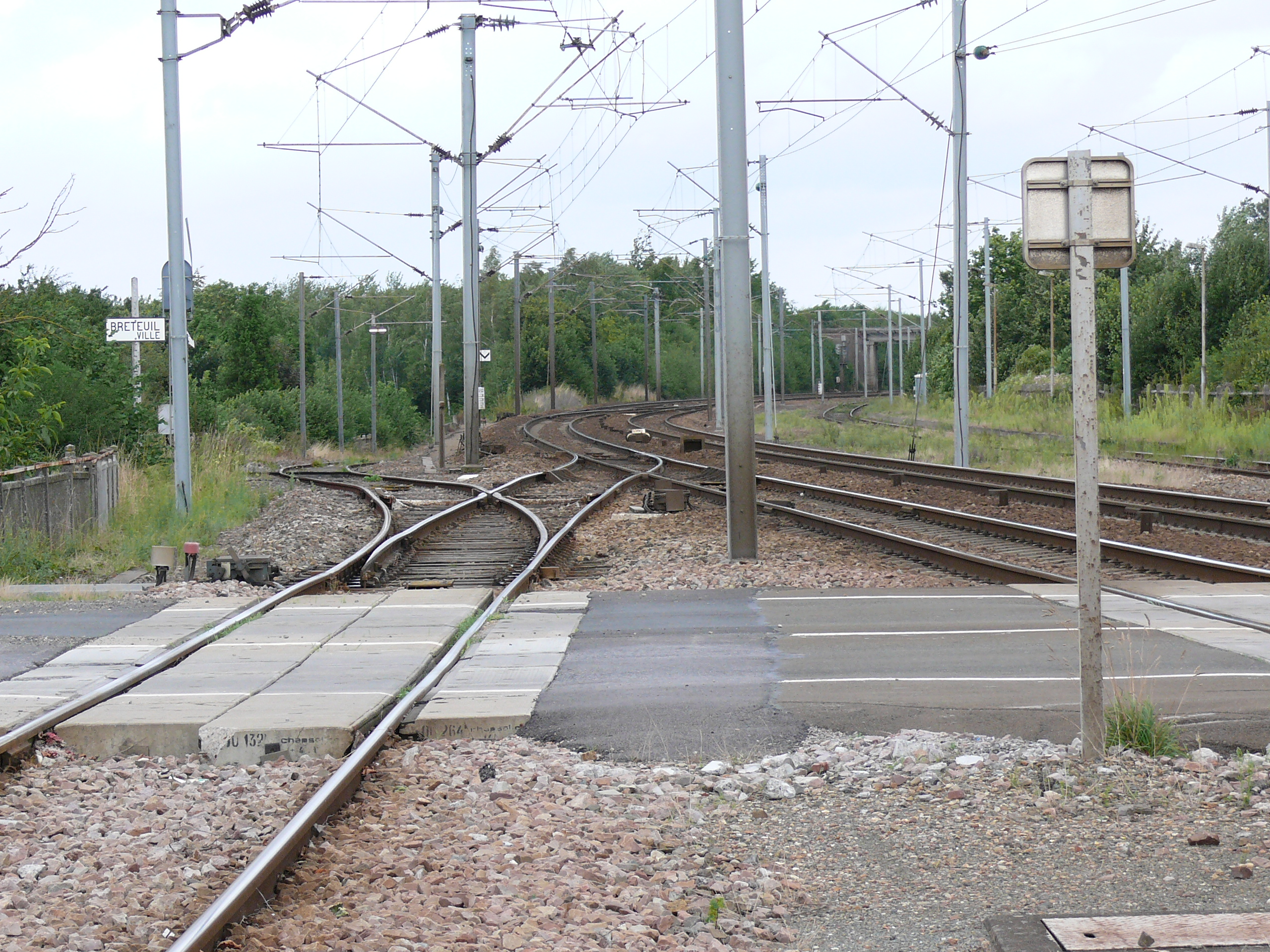
La bifurcation de Breteuil-Embranchement : à gauche, l'embranchement vers Breteuil-Ville.

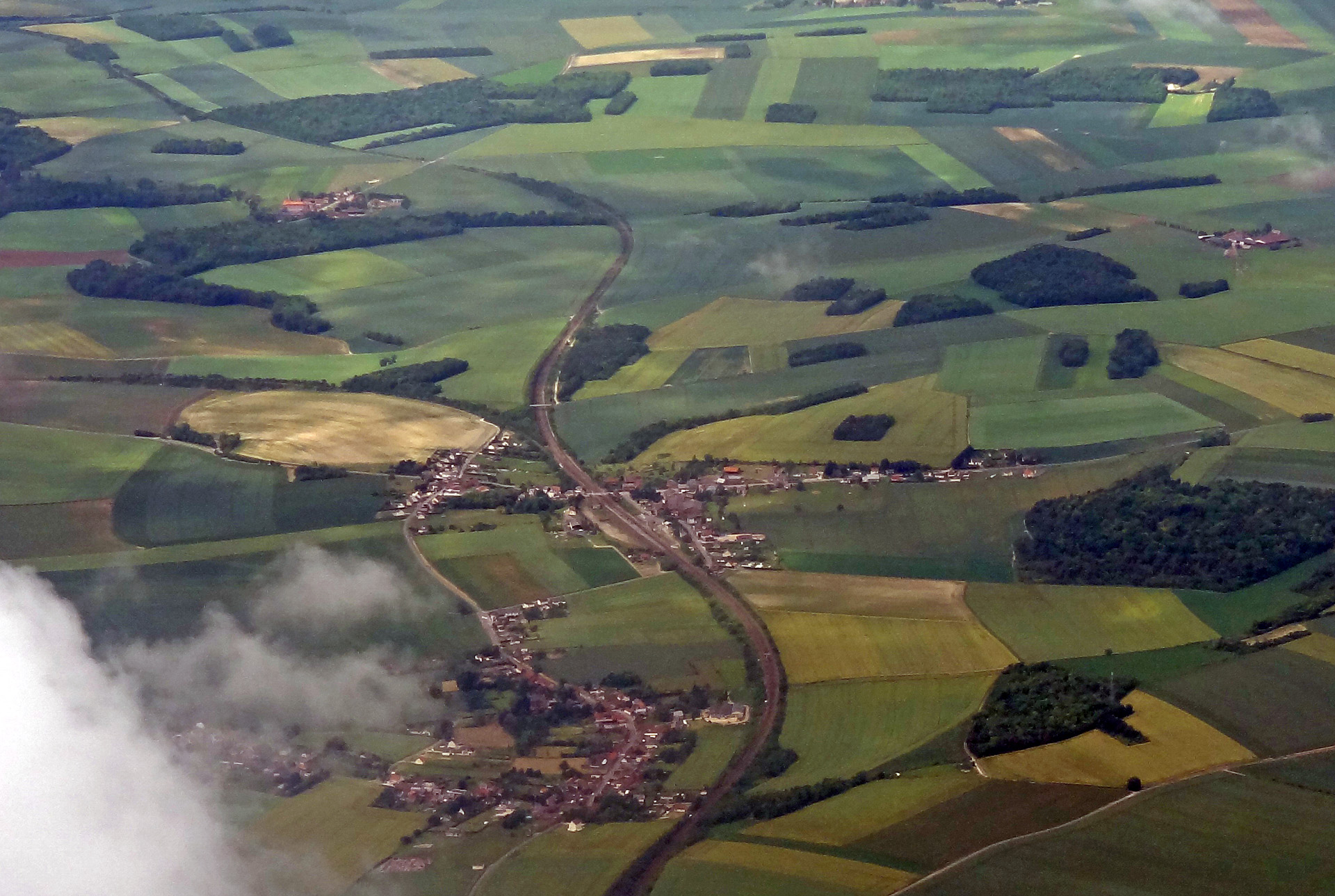
Vue aérienne de la gare de Breteuil-Embranchement et de la bifurcation.

La ligne se débranche immédiatement au nord de la gare de Breteuil-Embranchement de la ligne de Paris-Nord à Lille, à 95 kilomètres de Paris-Nord, peu après le passage à niveau (PN) de la route départementale 930. La voie unique, alors en pente de 10 ‰, s'oriente vers l'ouest par une courbe et atteint Tartigny, où se situe l'unique point d'arrêt intermédiaire. Après un second PN sur la même départementale, elle rejoint alors la vallée de la Noye, où elle atteint son terminus, Breteuil-Ville, établissement situé au sud-est du centre-ville, par un profil en dos d'âne qui atteint également la valeur de 10 ‰.

### Équipement et vitesse limite
La ligne, située sur le plateau picard, ne compte aucun ouvrage d'art d'importance, mais totalise huit passages à niveau (PN) sur son parcours. La bifurcation est normalement télécommandée depuis le poste 1 de Longueau, mais peut être reprise ponctuellement en commande locale. La ligne est exploitée sous le mode du block manuel (BM) et la vitesse limite en 2015 pour tous les types de trains est de 40 km/h.